# ميلوس ريستانوفيتش
ميلوس ريستانوفيتش هو لاعب كرة قدم صربي في مركز الدفاع، ولد في 4 نوفمبر 1982 في تشاتشاك في صربيا. لعب مع ملادوست لوتشاني ونادي بني يهودا تل أبيب ونادي ميتالاك ونادي ياغودينا.

## وصلات خارجية
- ميلوس ريستانوفيتش على موقع قاعدة بيانات كرة القدم.إي يو (الإنجليزية)
- ميلوس ريستانوفيتش على موقع عالم كرة القدم.نت (الإنجليزية)